# Альтман, Яков Абрамович
Я́ков Абра́мович А́льтман (15 июля 1930, Кишинёв, Бессарабия — 16 февраля 2011, Санкт-Петербург, Россия) — советский и российский нейрофизиолог, невропатолог, доктор медицинских наук (1971), профессор, член-корреспондент РАН (1997), заведующий лабораторией физиологии слуха и отделом физиологии сенсорных систем Института физиологии им. И. П. Павлова РАН (Санкт-Петербург). Заслуженный деятель науки Российской Федерации (1995).

## Биография
Родился в семье инженера-механика, выпускника Гентского университета (Бельгия) Бумы Альтмана (1898—1962) и его жены Хаи (Хаюси) Иделевны Берман (1900—1962). Учился в кишинёвской средней школе № 3 (в одном классе с физиком В. А. Коварским и онкологом И. Ф. Зисманом). Окончил лечебный факультет Северо-Осетинского медицинского института (Орджоникидзе) в 1954 году и аспирантуру при Институте физиологии им. И. П. Павлова АН СССР в Ленинграде в 1960 году.
В 1954—1957 годах работал ординатором и заведующим отделением Костромской психоневрологической больницы. С 1960 года — младший научный сотрудник, с 1964 года — старший научный сотрудник, с 1972 года — заведующий лабораторией Института физиологии им. И. П. Павлова АН СССР (затем РАН). Награждён золотой медалью им. И. М. Сеченова Российской академии наук; автор более 250 научных работ, в том числе 5 монографий.
Основные труды по психоакустике и изучению нейрофизиологических механизмов восприятия движущихся источников звука. Руководитель проекта по разработке электронных слуховых аппаратов для лиц с нарушениями слуха (глухих и слабослышащих), основанных на принципе звуковой дуги.
Жена — доктор биологических наук Елена Альтман (род. 1932).